# Rugby Bologne 1928
 (avril 2012).
Si vous disposez d'ouvrages ou d'articles de référence ou si vous connaissez des sites web de qualité traitant du thème abordé ici, merci de compléter l'article en donnant les références utiles à sa vérifiabilité et en les liant à la section « Notes et références ».
Maillots
Dernière mise à jour : 23 avril 2019.
Le Rugby Bologna 1928 était un club de rugby à XV italien basé à Bologne participant au Championnat d'Italie de rugby à XV. Il fusionne en 2021 avec le Reno Bologna pour donner naissance au Bologna Rugby Club.

## Histoire
Le club a été fondé le 26 avril 1928 par Livio Luigi Tedeschi. Évoluant dans le passé en Série A, Série A et également dans la 1re édition du Super 10 en 2001-2002, le club, sous la menace de disparition en 2010, a été racheté par un groupe d'anciens joueurs et inscrit dans le championnat de Série C.

## Joueurs célèbres
- G. Rizzoli
- Matías Agüero
- Orazio Arancio
- Mario Battaglini
- Jaco Erasmus
- Massimo Cuttitta
- Roberto Favaro
- Andrea Lo Cicero
- Isidoro Quaglio
- Stefano Romagnoli
- Mark Beale (1995-1997)
- Silao Leaega (1999-2001)
- Franco Smith (2001-2002)

## Liste des entraîneurs
- Nicola Aldrovandi (it)